# Игнажден
 Тази статия е за българския народен празник.  За  почитания в християнството светия вижте Игнатий Богоносец.  
Игна̀жден (Идина̀жден, Идина̀к, Млада година, Млад ден, Нов ден в Източна България, Игнат и Игнатовден в Западна и Южна България) е ден, в който по източноправославния календар се почита свети Игнатий Богоносец, честван на 20 декември (когато датата се падне в неделя, празникът се измества ден по-рано). Посрещането на Игнажден в българската култура е свързано с различни традиции, най-важната от които е полазването - посрещането на полазник - поради което празникът е известен и като Поляз и Полазовден   и се смята за началото на новата година, според народния календар.
На Игнажден се извършват различни гадания за бъдещето. Например се гадае по първия гост, по времето и по различни знаци.

## Имен ден
Игнатий Богоносец е ученик на Йоан Богослов и втори епископ на Антиохийската църква. На иконите светецът е изобразяван, редом с лъвове, защото според житието му е бил разкъсан от дивите животни на арена в Рим.
Във връзка с честването му, денят е и имен ден за хора с имената Игнат и Игната, както и техни производни като: Игнатий, Игно, Игньо, Иго, Игон, Ига, Ина, Игнатка, Игне, Искра, Искрен, Игнасия, Игнасио, Агна, Огнян, Огняна, Пламен, Пламена, Светослав, Светла, Светлана.

## Фолклор

### Период на преход
Игнажден е специален и значим празник в българската културна традиция. Той съчетава християнски и народни традиции и обичаи, и е важна част от българската културна идентичност. Той е свързан с предхристиянски мит за раждането на новото Слънце, на Младия Бог, календарно свързан с деня на зимното слънцестоене (22 декември). Според Георги Велев и книгата му „Българският народен календар“ след покръстването към езическия празник е „прикрепен“ християнският на св. Игнатий, преименуван е в Игнажден и е преместен от 21 на 20 декември.
В някои райони на България Игнажден се смята за начало на Мръсните дни и на прехода между старата и новата година.  Обредността на празника е свързана с представата за начало. Според християнската традиция се смята, че на този ден започват родилните мъки на Богородица, затова в народните песни се пее: „Замъчи се Божа майка от Игнажден до Коледа“. В старите поверия се казва, че на този ден се ражда новото Слънце, а в миналото на Игнажден се е посрещала Новата година. Възприемането на времето около празника, като преходен период между старата и новата година се свързва с появата на различни демонични същества, пакостящи на хората, затова се правят защитни ритуали: рано сутринта на Игнажден жените посипват около къщата с каденото жито/просо и пепел за предпазване и др.

### Трапеза
На този ден се приготвя специална празнична трапеза, която включва постни ястия, тъй като Игнажден попада в периода на Коледните пости. Вечерта срещу Игнажден в Източна България е първата кадена вечеря (Бъдни вечер, Варвара, Игнажден, Йордановден). Приготвят се постни храни, сурово жито или просо, цели орехи, лук, туршия. Опича се кравай или питка от прясно тесто без украса, върху нея или върху житото се забожда свещ. Трапезата се прекадява с тамян, а на вечерята се правят наричания за плодородие. Вярва се в предпазващата сила на пепелта от каденето, недогорялата свещ, житото и орехите и те се запазват и употребяват по-късно за ритуали. В Западна България се правят специални обредни хлебове, приготвят се колачета за децата. В Софийско първият игнажденски колак се пази за Бъдни вечер. В Югозападна България срещу Игнажден в огнището се запалва коладник – специално отрязано крушово или дъбово дърво, което трябва да гори до Йордановден. В Родопската област денят се тачи за предпазване от огън.

### Полазване
Един от най-важните обичаи на Игнажден е полазването. Първият човек, който влезе в дома на Игнажден, се нарича полезник, сполязник, споходняк, поожняк, полазник.
Полязването е свързано с обредни действия, основаващи се на инициалната магия, магията на първия ден. Полезникът внася в къщата трески или слама, слага ги край огнището или зад вратата, извършва обредни действия според обичаите в различните краища на България Смята се, че той ще донесе късмет и благополучие на домакинството през цялата година. Ако полазникът е добър и успешен човек, годината ще бъде плодородна и успешна. Ако той е с добър „полез“ – добър човек, късметлия или имотен, то годината ще бъде за семейството добра, здрава и плодородна. За много добър се смята полезът на животни (например на свиня, защото тя рие с муцуната си напред).
Първият гост на този ден се смята за предвестник на събитията през годината. За него се слага трапеза, дават му се дарове (риза, пешкир, чорапи или къделя вълна). Ролята на полезник има и онзи член на семейството, който сутринта излезе пръв и внесе вкъщи трески или слама; той също извършва ритуални действия. Ако гостът е добър и носи радост, годината ще бъде успешна.

### Поверия
Празникът е свързан с множество поверия, много от които от областта на народната метеорология (вярва се, че времето на Игнажден предсказва каква ще бъде годината, така че от това кой ще влезе пръв в къщата на Игнажден се гадае каква ще бъде следващата година). Едно от тях е, че ако на Игнажден времето е ясно, през април ще има суша, но ако вали дъжд, през април ще има дъждове и плодородие. Друго гласи, че е  добре, ако на Игнажден, а също и по Коледа вали сняг. Ако времето е студено и снежно, годината ще бъде плодородна. Според друго поверие,  ако на Игнажден времето е облачно, реколтата ще е добра и в кошерите ще има изобилие. Също така се твърди и че времето през следващите 12 дни на месеца – от 20 до 31 декември – показва времето през 12-те месеца на идващата година, например 20 декември определя какво ще е времето през януари.
Други поверия се отнасят до благополучието на дома и домашните животни. Някои от тях са свързани с въздържането от различни дейности, включително от работа – отнася се за мъжете, от които се очаква да не впрягат добитъка за да са здрави и пъргави през цялата година, но също и за жените, за които се смята, че ако шият или плетат ще се заплитат червата на кокошките и те няма да снасят. Обичаят е и да не се пере на този ден, за да не налети болест. За особено непрепоръчително се счита да работят младите и нераждали жени – за да раждат по-лесно (свързано е с вярването, че на този ден започват родилните мъки на Богородица. Въобще на Игнажден традицията предписва да не се работи за да се избегнат нещастия и болести през годината. Например не се местят кошери, иначе пчелите ще бягат, а за да не бие градушка не се вари боб. Денят се смята по традиция и за неподходящ за секс, предвид възможността за зачеване, защото за заченато на него дете, поверието твърди, че ще се роди с недъг. Освен това има и поверия, сходни с тези, отнасящи се до полазването, но за изнасяне от дома, за което се смята, че на този ден носи нещастие. Според тях например не трябва да се дава нищо назаем, за да се запази плодородието в семейството, нито да се изнася каквото и да било от къщата – най-вече огън, жар или сол – за да не излезе берекетът и дори не бива да се става от трапезата по време на ядене, защото кокошките няма да мътят, а за да мътят повече не се излиза на двора.